# 정훈교
정훈교(鄭訓敎, 1977~)는 대한민국의 시인이며 종합 문예지 계간 《사람의문학》으로 등단하였다.

## 학력
- 영주 영광고등학교 졸업
- 계명대학교 관광경영학과 학사 졸업
- 경북대학교 경영대학원 석사 졸업[3]

## 이력
1977년 7월 24일(음력) 경북 영주에서 출생하였으며, 2010년 계간『사람의문학』
봄호에 '풍년정미소' 외 4편의 詩가 당선되어 문단에 데뷔하였다.
희망숲 대구교육연구소 총괄지원실장, 시민통합당의 전신인 '혁신과통합(대구)' 운영위원, 한국작가회의(대구지회) 사무차장, 제18대 대통령선거 문재인 후보 중앙선거대책위원회 산하 문화관광특별위원회 부위원장을 지냈다. 현재 예술문화협동조합 청연 상임이사, 한국작가회의(대구경북지회) 사무차장을 맡고 있다. 인문학 <버스종점이 있는 마을> 운영위원, 한국작가회의 회원, '리비도' 동인, '젊은시인들' 편집장, <만권당을사랑하는시민과예술인> 준비위원장으로 활동하고 있다. 단행본 『그대, 강정』 작가로 참여하기도 하였다.
대구광역시 중구 대봉동 소재 '김광석 다시그리기길'에 정훈교의 시(10편)로 약 25m 길이의 시(詩)벽화 골목 이 조성되어 있으며, 인근에 집필실 겸 문화공간 <시인보호구역>을 운영하고 있다. 현재 시인보호구역은 북구 칠성동으로 자리를 옮겼다. 2014년 8월 첫 시집『또 하나의 입술』(시인동네, 2014)을 펴내면서, 서울 대학로 소극장 및 대구예술발전소에서 북콘서트를 한 바 있다. 또 2014년 11월부터 대구신문 '달구벌아침'에 문화칼럼 연재, 대구포스트에 '정훈교의 숨은 시 읽기' 및 '작가 들여다보기'를 연재하고 있다.

## 수상
- 2008, 경상북도 도지사상